# Gliese 842.2
Gliese 842.2 (GJ 842.2 / GJ 9764 / HIP 108467 / G 263-10) és un estel a la constel·lació de Cefeu situat a 68 anys llum del sistema solar. De magnitud aparent +10,48, no és observable a ull nu. L'estel conegut més proper a Gliese 842.2 és Gliese 828.5, un nan blanc distant 3,7 anys llum.
Gliese 842.2 és una nana vermella de tipus espectral M0.5V amb una temperatura efectiva de 3.500 K. Té una lluminositat equivalent al 6,3% de la lluminositat solar. La seua metal·licitat, expressada com la relació entre els continguts de ferro i hidrogen, és molt similar a la solar ([Fe/H] = 0,0), sent la seva edat estimada de 200 milions d'anys. A diferència d'altres nanes vermelles de l'entorn solar, no és una estrella fulgurant.
Gliese 842.2 està envoltada per un disc circumestel·lar de pols, detectat per l'excés de radiació submilimètrica a λ = 850 μm. El disc, possiblement inclinat respecte a nosaltres, s'hi troba allunyat de l'estel, a una distància mitjana de 300 ua. És un disc massiu la massa del qual és 28 ± 5 vegades la massa de la Lluna —compare's amb la massa del Cinturó de Kuiper del sistema solar, aproximadament 3 × 10−4 masses lunars. La seva temperatura, calculada en funció de la distància a l'estel, és de només 13 K.